# Kalisogra Wetan
Kalisogra Wetan is een bestuurslaag in het regentschap Banyumas van de provincie Midden-Java, Indonesië. Kalisogra Wetan telt 819 inwoners (volkstelling 2010).